# Deamidacija
Deamidacija je hemijska reakcija u kojoj se amidna funkcionalna grupa odstranjuje iz organskog jedinjenja. U biohemiji je ova reakcija važna u degradaciji proteina, jer oštećuje bočne lance koji sadrže amide, asparagin i glutamin.
U biohemijskoj reakciji deamidacije, bočni lanac asparagina napada susednu peptidnu grupu formirajući simetrični sukcinimidni intermedijer.  Simetrija intermedijera rezultuje u dva produkta hidrolize, bilo aspartat ili izoaspartat, koji je beta aminokiselina. Ovaj proces se smatra deamidacijom jer se amid asparaginskog bočnog lanca zamenjuje karboksilatnom grupom. Slična reakcija se može javiti sa aspartatnim bočnim lancom, proizvodeći parcijalnu konverziju do izoaspartata.

## Literatura
- Clarke S. (1987) "Propensity for spontaneous succinimide formation from aspartyl and asparaginyl residues in cellular proteins", Int. J., Peptide Protein Res., Clarke, S. (1987). „Propensity for spontaneous succinimide formation from aspartyl and asparaginyl residues in cellular proteins”. International Journal of Peptide and Protein Research. 30 (6): 808—821. PMID 3440704. doi:10.1111/j.1399-3011.1987.tb03390.x., 808-821.
- Stephenson RC and Clarke S. (1989) "Succinimide Formation from Aspartyl and Asparaginyl Peptides as a Model for the Spontaneous Degradation of Proteins", J. Biol. Chem., Stephenson, R. C.; Clarke, S. (1989). „Succinimide formation from aspartyl and asparaginyl peptides as a model for the spontaneous degradation of proteins”. The Journal of Biological Chemistry. 264 (11): 6164—6170. PMID 2703484. doi:10.1016/S0021-9258(18)83327-0 ., 6164-6170.
- Robinson NE, Robinson AB. Molecular Clocks: Deamidation of Asparaginyl and Glutaminyl Residues in Peptides and Proteins. Althouse Press: Cave Junction, Ore.